# Феджет (Прахова)
Феджет (рум. Făget) — село у повіті Прахова в Румунії. Входить до складу комуни Дражна.
Село розташоване на відстані 90 км на північ від Бухареста, 34 км на північ від Плоєшті, 57 км на південний схід від Брашова.

## Населення
За даними перепису населення 2002 року у селі проживали 319 осіб, усі — румуни. Усі жителі села рідною мовою назвали румунську.